# Idyanthe pusilla
Idyanthe pusilla is een eenoogkreeftjessoort uit de familie van de Idyanthidae. De wetenschappelijke naam van de soort is voor het eerst geldig gepubliceerd in 1905 door Georg Ossian Sars.